# José Corbacho
José Corbacho Nieto (Hospitalet de Llobregat, de la provincia de Barcelona, 12 de diciembre de 1965) es un cineasta y humorista español. Descendiente de un pueblo de Extremadura, La Zarza (Badajoz) 

## Biografía
Nació en el barrio hospitalense de Santa Eulalia y mientras que su madre procede de Salamanca, su padre lo hace de La Zarza (Badajoz). Fue a la escuela Casal dels Àngels de su localidad natal. Estudió Ciencias de la Información en la Universidad Autónoma de Barcelona y, según él mismo confiesa, le queda aún pendiente la asignatura de televisión.

### Teatro
En teatro empezó con la compañía La Cubana (1988). En más de diez años de carrera participó en obras como Cubana Delikatessen, Cubanas a la carta o Cubana Maraton dancing.

### Televisión
Su carrera en televisión está vinculada a la productora El Terrat, de la que es socio y consejero de contenidos. Ha intervenido en programas de madrugada como Una altra cosa (TV3), Me lo dijo Pérez (1999, Telecinco) o La última noche (Telecinco), pero fue en Homo Zapping (2003-2007, Antena 3) donde se hizo popular en la televisión nacional. En (2009) dirigió junto a Juan Cruz la serie Pelotas, emitida desde el 23 de febrero de 2009 hasta el 7 de junio de 2010 en La 1 de Televisión Española y producida por El Terrat, donde también interpretó el papel del psicólogo. En 2012 y 2013 formó parte, respectivamente, del jurado de la tercera y cuarta temporada de Tú sí que vales (Telecinco) y colaboró con Andreu Buenafuente y Berto Romero en Buenas noches y Buenafuente (Antena 3). Tras la cancelación de este programa, fichó por Telecinco en junio de 2012 donde presentó el efímero concurso Todo el mundo es bueno, junto a Pilar Rubio,, participando también en nuevas entregas de Tú sí que vales. El 14 de noviembre de 2012, copresentó en Telecinco junto a Soraya Arnelas el programa de late night, Cabaret Olé. En el 2014 ejerce de jurado en Mira quién salta (Telecinco) y El pueblo más divertido de España (La1). En 2017, participa en un nuevo programa de 1, 2, 3... Hipnotízame en Antena 3. Posteriormente participa como concursante en la segunda edición de MasterChef Celebrity, junto a Edu Soto o Silvia Abril. En enero de 2018, se emite el especial de TCMS: Concierto de Año Nuevo 2018 (Antena 3), donde participa, nuevamente junto a Edu Soto y Silvia Abril, imitando a Mario Vaquerizo,
(Nancys Rubias).

### Cine
Junto a su amigo Juan Cruz rodó la película Tapas (2005), que recibió en el Festival de Málaga la Biznaga de Oro a la mejor película, el premio del público y el premio a la mejor actriz (Elvira Mínguez). Corbacho recibió por esta película el Goya al mejor director novel y Elvira Mínguez el Goya a la mejor actriz de reparto. Su segunda película como director fue Cobardes y se estrenó el 25 de abril de 2008. En 2015 estrena Incidencias, su tercera película.

## Filmografía

### Como director
- Homo zapping (2003-2007, 2017-2018)
- Tapas (2005)
- Cobardes (2008)
- Pelotas (2009, La 1), Serie TV
- Universos (La Wikipeli de Mahou) (2009), Cortometraje
- Incidencias (2015)

### Como actor
- Vivancos 3 (Si gusta, hacemos las dos primeras) (2002)
- 7 vidas (2004), como el Lejía
- La máquina de bailar (2006), como Fernando
- Pelotas (2009, La 1), como el psicólogo
- Anacleto: Agente secreto (2015), como Espía 2
- Barcelona, noche de invierno (2015), como Ernest
- El futuro ya no es lo que era (2016), como Cristóbal
- Paquita Salas (2016, Flooxer), cameo
- Tadeo Jones 2: El secreto del rey Midas (2017), como Taxista (voz)

### Como productor
- Paquita Salas (2016, Flooxer)

## Programas de televisión
- Homo Zapping (2003-2007 / 2017, Antena 3 / Neox) - Colaborador
- Buenafuente (2004-2011, Antena 3 / La Sexta) - Colaborador
- Palomitas (2011, Telecinco) - Colaborador
- Cabaret Olé (2012, Telecinco) - Co-presentador
- Todo el mundo es bueno (2012, Telecinco) - Copresentador
- Buenas noches y Buenafuente (2012, Antena 3) - Colaborador
- Tú sí que vales (2012 - 2013, Telecinco) - Jurado
- El pueblo más divertido de España (2014, La 1) - Jurado
- ¡Mira quién salta! (2014, Telecinco) - Jurado
- Likes (2016, #0) - Colaborador
- MasterChef Celebrity (2017, La 1) - Participante
- 1, 2, 3... Hipnotízame (2017, Antena 3) - Invitado especial
- Trabajo temporal (2018, La 1) - Concursante
- Dicho y hecho (2018, La 1) - Colaborador
- La noche de Rober (2018, Antena 3) - Colaborador
- TCMS: Concierto de Año Nuevo 2018 (2018, Antena 3) - Participante
- Tu cara me suena 7 (2018-2019 Antena 3) - Concursante
- Juego de niños (2019, La 1) - Colaborador
- Improvisando (2020, Antena 3) - Colaborador
- Joaquín, el novato (2022, Antena 3) - Invitado especial
- MasterChef Especial Navidad (2022-2023, La 1) - Concursante